# Мідевівін
Мідевівін — релігійне товариство оджибвеїв та споріднених, дружніх груп, початковою ціллю якого було — продовження життя. 

## Історія
Базіль Джонстон (Basil Johnston), письменник з канадських оджибва, визначив значення терміну Мідевівін як скорочення від слів «Mino» (добро) та «daewaewin» (сердечний), а також значення «душа» чи «здоров'я», від барабанів, що використовували для того, щоб освятити душу доброї, щирої людини. Одна з версій про походження слова говорить, що Мідевівін був священним дарунком надісланим Гітче Маніту (Gitche Manitou), Творцем, щоб допомогти людям в важкий час страждань та хвороб. Товариство, яке також називали Міде (Mide), об'єднувало моральні вчення, кодекс поведінки з знаннями про рослини і лікувальні трави, щоб лікувати та продовжувати життя. Після тривалого періоду навчання в товаристві Мідевівін, кандидати формально зараховувалися у члени товариства чотирьох чи більше ступенів, або рангів визнаним священиком Міде. Приготування до прийняття у члени товариства включали вивчення інструкцій з оригінальних традиційних ритуальних процедур, трав і ліків, молитов і пісень та моральних вчень. Досягнення кожного ступеню надавало відповідні можливості, знання і дозвіл проводити певні церемонії, чи використовувати певні священні предмети. В декотрих общинах церемонії проводилися щороку, або щопівроку — весною чи восени і тривали по декілька днів, в залежності від кількості ініційованих. Однією з особливостей церемоніальних рис, було ритуальне «стріляння», яке примушувало кандидатів падати так, ніби вони були мертві. Їхнє відродження символізувало духовне оновлення та силу, кінець одного періоду життя і початок іншого. Священні сувої берести, які вміщували написи та ілюстрації, зберегли історію і знання надбані товариством. Вони служили мнемонічним (мнемоніка — від грец. — система особливих способів, що полегшують запам'ятовування і збільшують обсяг пам'яті) засобом допомоги членам товариства, були недоступні для загального використання та читання. Членство в товаристві досягалося в результаті пошуку ліків під час хвороби, сну, чи під час навчання на священика Міде. Обряди Мідевівін покращували здоров'я і життя не тільки за допомогою зцілення, але й за допомогою знання морального кодексу поведінки.
Перші євро-американські згадки про Мідевівін включали в себе спогади двох торговців Північно-Західної Компанії серед Оджибвеїв, які написали звіт своїх спостережень в 1804 році. Повні описи релігійних обрядів товариства Мідевівін почали з'являтися пізніше, в 19-му столітті. Від Оджибва релігійне товариство поширилося серед великої кількості інших общин, включаючи східних Дакотів, Фоксів, Айовів, Меноміні, Омахів, Понків, Потаватомі та Віннебаго. Письмові звіти вказують на те, що в кінці 19-го століття обряди Мідевівін почали проводитися менше через ряд факторів: розпорошеність поселень народу Оджибва, переслідування проведень обрядів товариства католицькими місіями і урядом. Внаслідок цього зменшився престиж посвячення в священики Міде та значення інструкцій, зменшилася кількість кваліфікованих священиків і послідовників товариства. Отже, в загальному, релігію Мідевівін описують як занепадаючу, але Мідевівін продовжує існувати в окремих общинах до нинішніх днів.
Окрім Мідевівін, це товариство має ще такі назви: Велике Медичне Товариство, Товариство Медичного Намету та Міде Товариство.